# Cheilosia laeviseta
Cheilosia laeviseta är en tvåvingeart som beskrevs av Claussen 1987. Cheilosia laeviseta ingår i släktet örtblomflugor, och familjen blomflugor.
Artens utbredningsområde är Schweiz. Inga underarter finns listade i Catalogue of Life.